# Araneus pegnia
Araneus pegnia là một loài nhện trong họ Araneidae.
Loài này thuộc chi Araneus. Araneus pegnia được Charles Athanase Walckenaer miêu tả năm 1842.